# Aequorea victoria
Espèce
Aequorea victoria aussi appelée Crystal Jelly est une méduse (plus exactement une Hydroméduse) bioluminescente rencontrée sur les côtes ouest de l’Amérique du Nord.
Aequorea victoria est particulièrement connue pour sa capacité à émettre une lumière fluorescente (pour faciliter la prédation sur des proies) nécessitant une protéine, la GFP (Green Fluorescent Protein) qui, lorsqu’elle est excitée, émet de la lumière vers 504 nm. Cette protéine présente un intérêt en recherche en biologie en tant que marqueur.

## Description
Aequorea victoria est une méduse carnivore de petite taille (5 à 10 cm de diamètre) pratiquement incolore. Aequorea victoria  possède des centaines de tentacules. Une fois que la méduse a attrapé une proies avec ses tentacules, des cellules spécialisées (cnydocytes) relâchent un poison paralysant la proie.

## Bioluminescence
Le système permettant la biofluorescence chez Aequorea Victoria est composé de deux éléments principaux, à savoir l’aequorin (une photoprotéine) et la GFP. L'aequorin contient la luciférine (coelenterazine) nécessaire à la réaction de bioluminescence. L'oxydation de la coelenterazine conduit à l'émission d'une lumière bleue. Par transfert d’énergie non radiatif, la GFP est alors à son tour aussi excitée. En se désexcitant, elle émet une lumière verte. La combinaison de lumière issue de l'oxydation de la coelenterazine et de la GFP fait que la lumière émise par Aequorea Victoria est bleue-verte.

### Référence externes
- (fr + en) ITIS : Aequorea victoria